# Шаффгаузен
Шаффгаузен (нім. Schaffhausen) — місто  в Швейцарії, столиця кантону Шаффгаузен, округ Шаффгаузен.
Населення становить 36 582 особи (на 31 грудня 2018 року). Офіційний код — 2939.
Шаффгаузен є найпівнічнішим містом Швейцарії. На південний захід від міста розташований найбільший в Європі Рейнський водоспад. Місто складається з наступних кварталів: Старе місто (Альтштадт), Брайте, Еммерсберг, Хохштрассе / Гайссберг, Ніклаузен, Бухтхален, Херблінген, Хемменталь.

## Географія
Місто розташоване на відстані близько 125 км на північний схід від Берна, 0 км на захід від Шаффгаузена.
Шаффгаузен має площу 41,8 км², з яких на 24,8% дозволяється будівництво (житлове та будівництво доріг), 20,3% використовуються в сільськогосподарських цілях, 53,3% зайнято лісами, 1,6% не є продуктивними (річки, льодовики або гори).

## Демографія
2019 року в місті мешкало 36 604 особи (+4,8% порівняно з 2010 роком), іноземців було 28,1%. Густота населення становила 875 осіб/км².
За віковим діапазоном населення розподілялося таким чином: 17,7% — особи молодші 20 років, 60,6% — особи у віці 20—64 років, 21,7% — особи у віці 65 років та старші. Було 17358 помешкань (у середньому 2,1 особи в помешканні).
Із загальної кількості 27 255 працюючих 75 було зайнятих в первинному секторі, 6520 — в обробній промисловості, 20 660 — в галузі послуг.